# Šutna, Kamnik
Šutna je srednjeveška naselbina južno od Malega gradu in sedanji južni predel starega mestnega jedra v Kamniku.

## Zgodovina
Ime Šutna (nemško an der Schutte; nasip, naplavina rečnega gramoza) kaže na to, da so bili verjetno prvi naseljenci tega območja nemški kolonisti. Ali so se ti naselili že pred 10. stoletjem ali kasneje še ni raziskano. Verjetno pa je bila Šutna pridvor utrjene postojanke na Malem gradu, verjetnem sedežu neznanega fevdalca ali vsaj ministreala zemljiškega gospoda.
Šutna kot predmestje Kamnika pa se v starih listinah prvič imenja leta 1232 v zvezi s sirotišnico (špitalom) in prenosom farnega sedeža iz Nevelj v Kamnik. V listinah iz tega obdobja je bilo zapisano, da je stala cerkev blažene Marije device na Šutni »pri izhodu skozi vrata, ki gledajo proti Mengšu«. Iz tega zapisa je možno sklepati, da je bil Kamnik v tem času že obdan z obzidjem v katerem so bila omenjena vrata in da je zunaj obzidja stala Marijina cerkev, ki jo je dal postaviti neki Martzilinus kot špitalsko cerkev.

### Zanimivost
Posebna zanimivost Šutne je sedanja cerkev Marijinega brezmadežnega spočetja s samostoječim zvonikom, ki stoji ločeno od cerkve. Zvonik pripada prvotni gotski cerkvi, ki je na tem mestu stala že leta 1207. Zaradi požara in potresa so cerkev večkrat obnovili, leta 1734] pa na pobudo župnika Raspa postavili novo, samostoječi zvonik pa ohranili kot ostanek srednjeveške cerkve.

## Gostje prihajajo
Leta 1986 je bil v okviru glavne akcije »Slovenija, moja dežela« premierno predvajan kratek filmček "Gostje prihajajo", osrednji oglas dotične akcije, ki ga je režiral Jaka Judnič.
Snemanje pa je potekalo že avgusta 1985. Eden izmed prizorov, kjer dva možakarja na ulici obešata reklamni opis, je bil posnet v središču Šutne s pogledom proti zvoniku.